# Dino Zucchi
Pour les articles homonymes, voir Zucchi.
Dino Zucchi, né le 5 décembre 1927, à Bastiglia, en Italie et décédé le 11 octobre 2011, est un ancien joueur italien de basket-ball. Il évolue durant sa carrière au poste de pivot.

## Palmarès
- 3e des Jeux méditerranéens 1951